# Abiraterone
Abiraterone è un composto appartenente alla categoria degli antagonisti ormonali, e più precisamente un inibitore della biosintesi di ormoni androgeni, utilizzato nella clinica pratica per il trattamento del cancro alla prostata resistente alla castrazione. Il composto viene spesso commercializzato come abiraterone acetato, un profarmaco. In Italia il farmaco è venduto dalla società farmaceutica Janssen-Cilag International N.V. con il nome commerciale Zytiga nella forma farmaceutica di compresse contenenti 250 mg di principio attivo.
L'Abiraterone è stato approvato dalla US Food and Drug Administration (FDA) nel mese di aprile 2011. In Europa l'Agenzia europea per i medicinali (EMA) ne ha autorizzato l'immissione in commercio nel settembre 2011.
In Italia è in commercio dal 5 aprile 2013 in classe H/RNRL (Medicinali soggetti a prescrizione medica limitativa, utilizzabili in ambiente ospedaliero o in struttura ad esso assimilabile) con un prezzo al pubblico di 6354,00€.

## Farmacodinamica
Abiraterone è un farmaco orale il cui meccanismo d'azione si basa sulla inibizione degli enzimi responsabili della produzione degli androgeni, come ad esempio il testosterone. Gli androgeni nei soggetti affetti da cancro della prostata sono spesso causa della progressione tumorale. 
L'effetto antitumorale di abiraterone si esplica mediante il blocco selettivo dell'attività di un enzima, 17α-idrossilasi/C17,20-liasi (CYP17), che viene normalmente espresso ed è necessario per la biosintesi di diversi ormoni androgeni (compresi DHEA e androstenedione) nei tessuti testicolari e surrenali, così come nei tessuti prostatici neoplastici. La sua inibizione determina l'arresto della produzione di testosterone nei tessuti sopracitati.
Grazie all'azione di inibizione di CYP17 il livello del testosterone sierico e di altri ormoni androgeni viene ridotto a concentrazioni inferiori a quelle ottenibili con l'impiego dei soli analoghi dell’LHRH od il ricorso all'orchiectomia.

## Farmacocinetica
Dopo la somministrazione per via orale abiraterone viene adeguatamente assorbito dal tratto gastroenterico e la concentrazione plasmatica massima (Cmax) viene generalmente raggiunta entro le 2 ore.
L'assunzione con un pasto, particolarmente se ricco di grassi, comporta un notevole e variabile aumento sia dell'area sotto la curva che della Cmax.
Per questo motivo l'abiraterone deve essere assunto almeno un'ora prima o, in alternativa, almeno due ore dopo il pasto. 
Il legame della molecola con le proteine plasmatiche è pari al 99,8%. Il volume apparente di distribuzione è assai ampio (circa 5.630 litri), sottolineando la distribuzione estensiva di abiraterone nei tessuti periferici.
Nell'organismo umano l'abiraterone acetato viene prima idrolizzato ad abiraterone, quindi sottoposto a metabolismo, principalmente a livello epatico, tramite reazioni di solfatazione, idrossilazione e ossidazione. Dei 15 diversi metaboliti rilevabili, i principali sono l'abiraterone solfato e N-ossido abiraterone solfato.
L'emivita farmacologica del composto è di circa 15 ore. L'eliminazione dall'organismo avviene in gran parte attraverso le feci (88% circa) e solo il 5% attraverso l'emuntorio renale. 
Nelle feci i principali composti riscontrati sono il composto progenitore (abiraterone acetato) ed il suo derivato idrolizzato (abiraterone) nella misura del 55% e del 22% circa della dose somministrata.

## Tossicologia
Gli studi di tossicità eseguiti sugli animali da laboratorio (in prevalenza ratti), hanno messo in evidenza una marcata riduzione della fertilità e una significativa riduzione del peso degli organi riproduttivi e in generale di quelli sensibili agli ormoni androgeni, compatibilmenbte con la specifica farmacologia di abiraterone.
L'abiraterone influenza anche la gravidanza, rivelandosi tossico per lo sviluppo del ratto e comportando una riduzione del peso e della sopravvivenza fetale. Inoltre sono stati osservati effetti lesivi sui genitali esterni.
Tuttavia il composto non è risultato cancerogeno né teratogeno.

## Usi clinici
L'abiraterone acetato è indicato per il trattamento del carcinoma metastatico della prostata resistente alla castrazione in soggetti adulti asintomatici o paucisintomatici, dopo il fallimento di un trattamento di deprivazione androgenica e per i quali clinicamente non vi siano ancora le condizioni per dare inizio ad una chemioterapia. Trova inoltre indicazione in uomini adulti la cui malattia è progredita durante o dopo un regime chemioterapico a base di docetaxel.

## Effetti collaterali e indesiderati
Nel corso del trattamento si possono registrare alcuni effetti avversi generalmente transitori e di entità lieve-moderata. I più frequenti sono la fatigue (astenia) e sintomi a carico del sistema gastrointestinale ed epatobiliare (dispepsia, nausea, epatotossicità con incremento di enzimi epatici quali AST ed ALT e bilirubina totale). Abiraterone potrebbe dare effetti collaterali a carico dell'apparato cardiovascolare (in particolare ipertensione arteriosa ed alterazioni del ritmo) soprattutto in pazienti con pregresse patologie cardiologiche.
Altre importanti reazioni avverse includono l'alveolite allergica, la miopatia, la rabdomiolisi, lesioni scheletriche e fratture, le infezioni delle vie urinarie, la sepsi e l'insufficienza adrenergica.

## Controindicazioni
Il farmaco è controindicato nei soggetti con ipersensibilità nota al principio attivo, molecole chimicamente correlate, oppure a uno qualsiasi degli eccipienti utilizzati nella formulazione farmaceutica. È inoltre controindicato nelle donne in gravidanza o in età fertile, e nei soggetti con grave insufficienza epatica (scala Child-Plugh classe C).

## Studi clinici
L'University of California, nel 2013 pubblica sul NEJM i risultati di un trial internazionale di fase III 3, randomizzato, in doppio cieco che ha coinvolto 1088 uomini con cancro alla prostata naïve alla chemioterapia, trattati con abiraterone 1000 mg/die e prednisone o con il placebo e prednisone. Il farmaco ha dimostrato sui due endpoint primari, sopravvivenza libera da progressione (PFS) radiografica e sopravvivenza globale (OS), una superiorità statisticamente significativa sul primo endpoint ed una superiorità non significativa sul secondo; infatti, la superiorità in quest'ultimo è stata di 35,3 mesi contro 30,1 mesi.

Gli autori dello studio scrivono: